# Lucy Donnelly
Lucy Martin Donnelly, née le 18 septembre 1870 et morte le 3 août 1948, est une professeure d'anglais au Bryn Mawr College. Elle dirige le département d'anglais à partir de 1914.